# Пластинчатый самовсасывающий насос
Основная статья - Пластинчатая гидромашина
Пластинчатый (шиберный) самовсасывающий насос — насос предназначенный для перекачки любых в т. ч. абразивных жидких, кремо- и пастообразных труднотекучих продуктов, с кусочками и различными включениями и в т. ч. для выкачивания продуктов методом погружения всасывающего патрубка с шлангом, т. е. в отличие от некоторых так называемых самовсасывающих насосов действительно обладает способностью самовсасывания. Способен работать в обе стороны одинаково.
Пластинчатый насос применяется в пищевой, фармацевтической, косметической, химической отраслях промышленности Идеально подходит для таких продуктов как:
шоколадная глазурь или шоколад (при исполнении с рубашкой обогрева), патока, сгущенное молоко, клей на основе смол, смола и т.п.
Пластинчатый насос состоит из:
- Привода в виде мотор-редуктора с асинхронным двигателем 380/220 В различной мощности.
- Легкоразборного корпуса насоса из пищевой нержавеющей стали.
- Рабочего элемента виде вала с движущимися по эксцентриковой траектории пластинками из бронзы (либо пищевого синтетического заменителя бронзы).
- Торцевого уплотнения вала (различного исполнения), либо сальниковой набивки.

По техническим характеристикам подразделяется на:
- НП-0,55 (1 м3/час по воде).
- НП-2,2 (до 2 м3/час по воде).
- НП-3 (до 3 м3/час по воде).

В зависимости от плотности продукта мощность двигателей подбирается индивидуально.